# Ghormeh sabzi
Ghormeh sabzi (persiska: قرمه‌سبزی) är en iransk örtgryta med lamm- alternativt nötkött, som serveras med kokt basmatiris. Grytan innehåller en blandning av finhackade örter, kött, kidneybönor, gul lök, torkad lime och gurkmeja. Örterna som är basen i grytan består av persilja, koriander, bockhornsklöver och kinesisk gräslök, vilken kan bytas mot purjolök eller salladslök. Ghormeh sabzi är en av de populäraste rätterna inom det iranska köket.
Ibland används även spenat i grytan men det är mindre vanligt. I vissa regioner i Iran använder man blackeyebönor istället för kidneybönor.

## Tillagning
För att göra ghormeh sabzi blötläggs kidneybönorna. Örterna hackas riktigt fint och fräses i lite olja tills de har fått en mörk färg. Sedan bryns köttet och löken svettas. De kokas tillsammans med de frästa örterna och de blötlagda bönorna i lite vatten i 2-3 timmar. Under de sista 30 minuterna adderas de torkade limerna.
Även torkade örter kan användas för att göra grytan. De ska blötläggas innan användning. En mix av torkade örter, anpassad för ghormeh sabzi går att köpa i orientaliska mataffärer i Sverige.

## I rymden
Den 13 februari 2024 serverades ghormeh sabzi med kokt ris som middag på Internationella rymdstationen (ISS). Den iransk-amerikanska astronauten Jasmin Moghbeli, bjöd sina besättningskamrater på den traditionella maträtten, som är hennes favorit.
På sin kanal på sociala medier skrev hon "Jag njöt verkligen av att dela med mig av min kultur och mitt kök till mina besättningskamrater, och det verkade som om de verkligen gillade det också. Doften och smaken var fantastisk och tog mig direkt hem." Hon tillade skämtsamt att det enda som saknades var tahdig.

## Bilder

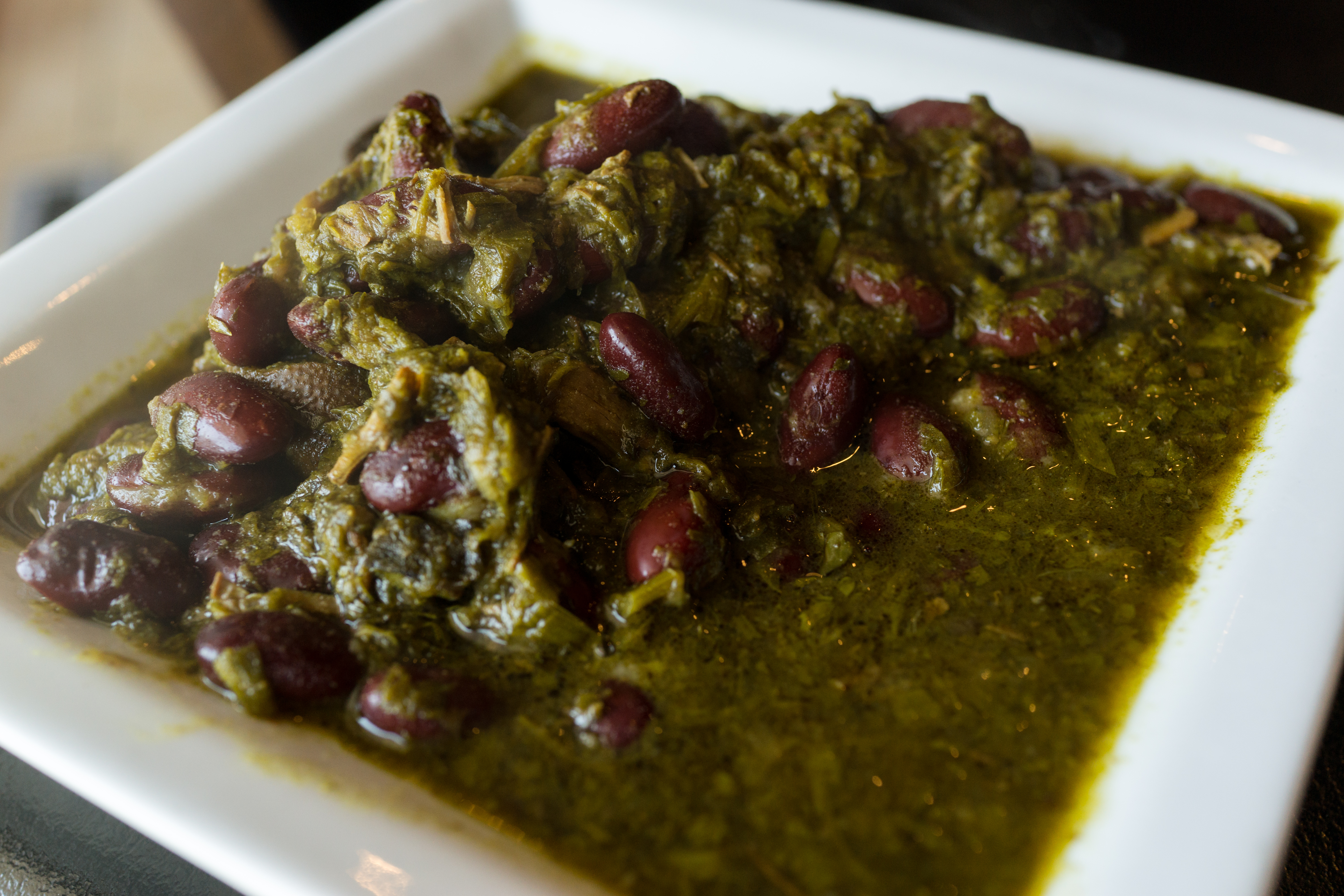
Ghormeh sabzi
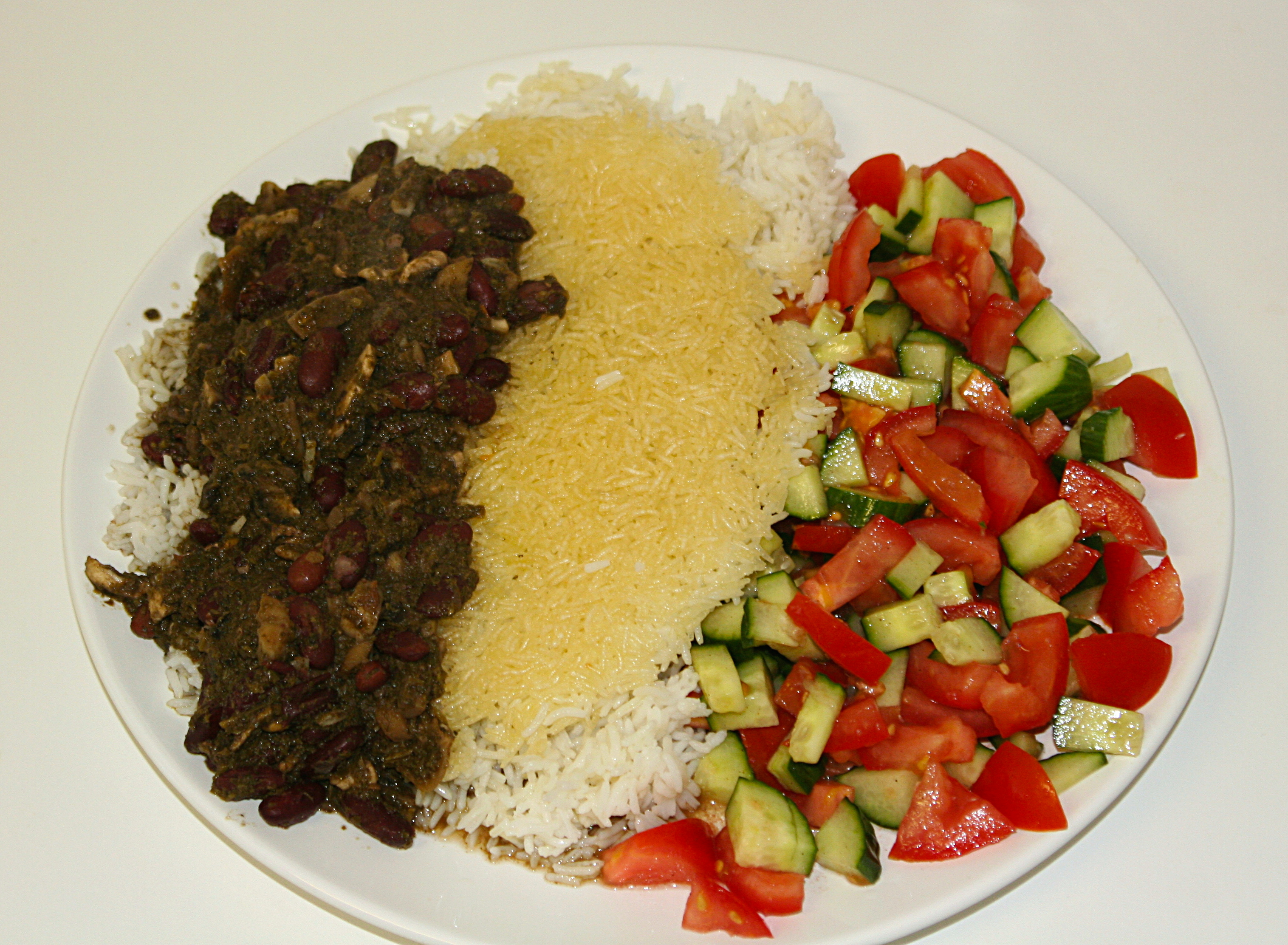
Vegansk ghormeh sabzi med ris och tahdig, och sallad.
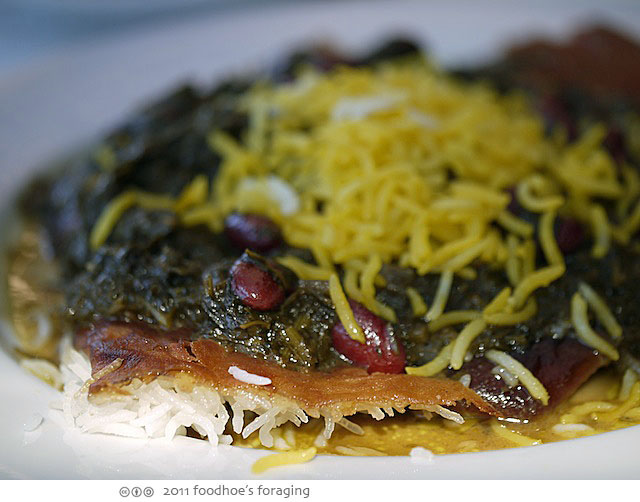
Risskorpa (tahdig) med ghormeh sabzi på.
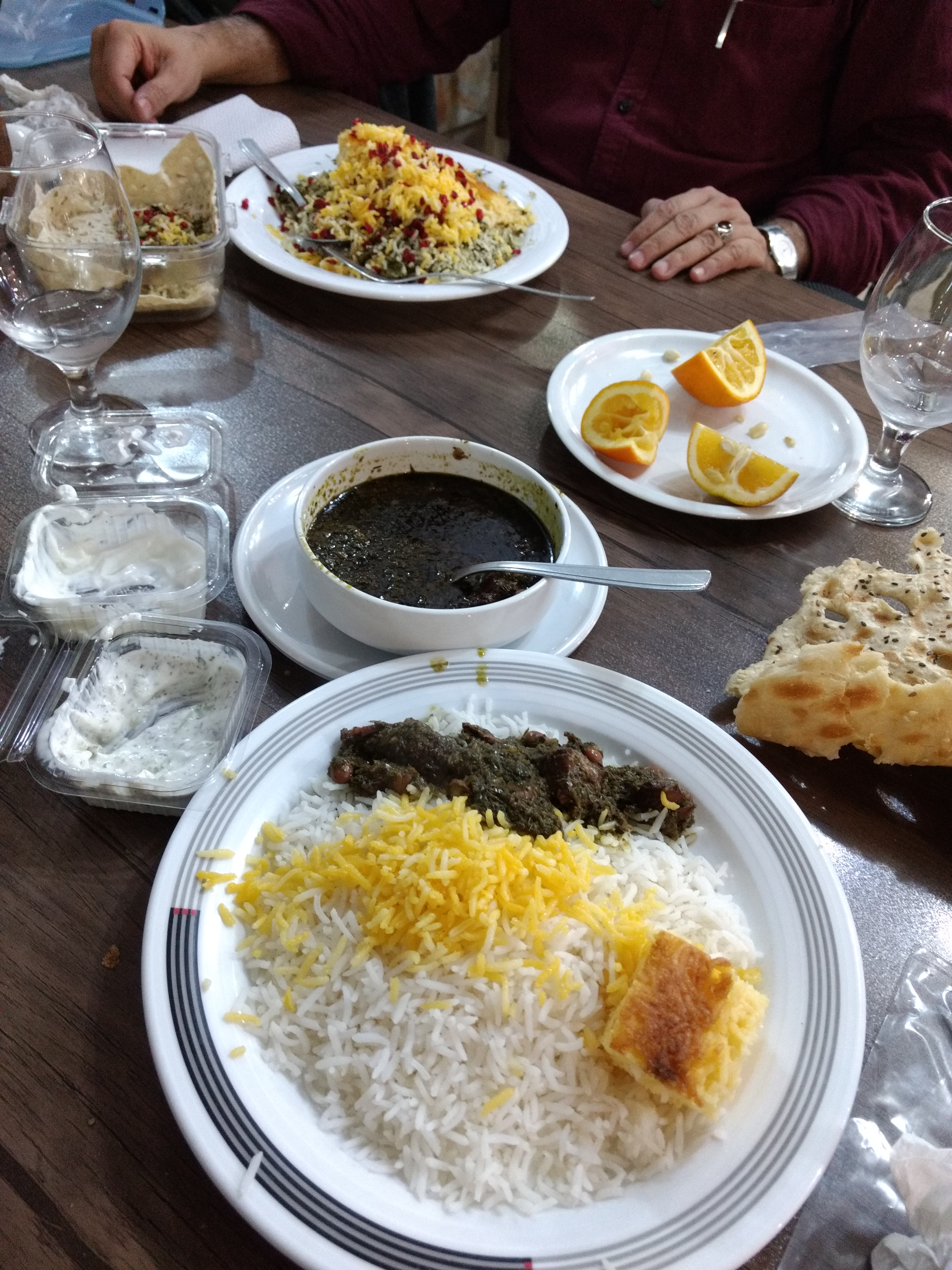
Ghormeh sabzi med ris.